# اوت (فیلم ۱۹۹۶)
اوت (انگلیسی: August) یک فیلم به کارگردانی آنتونی هاپکینز است که در سال ۱۹۹۶ منتشر شد. از بازیگران آن می‌توان به آنتونی هاپکینز و ریس آیفنز اشاره کرد.